# Đeletovci

## Zemljopisni položaj
Đeletovci se nalaze u zapadnom Srijemu uz rijeku Bosut. Kraj Đeletovaca se pruža željeznička pruga Zagreb–Tovarnik–Šid. Područje Đeletovaca je bilo poznato kao područje plodnih oranica, te hrastovih šuma, ali isto tako i naftnih polja.

## Stanovništvo
Prema popisu stanovništva 2011. godine naselje je imalo 511 stanovnika
| broj stanovnika | 330   | 351   | 451   | 597   | 686   | 733   | 699   | 733   | 828   | 862   | 908   | 874   | 799   | 849   | 685   | 511   | 419   |
|                 | 1857. | 1869. | 1880. | 1890. | 1900. | 1910. | 1921. | 1931. | 1948. | 1953. | 1961. | 1971. | 1981. | 1991. | 2001. | 2011. | 2021. |

## Poznate osobe
- Mato Damjanović, šahovski velemajstor

## Povijest
U srednjem vijeku Đeletovci su bili smješteni nešto dalje od sadašnjeg položaja, točnije prema jugoistoku gdje je sada atar koji se zove Staro Selo. Na današnjem mjestu Đeletovaca je tada postojalo selo Damjanovci, u kojem se nalazila crkva sv. Damjana. U srednjem vijeku, okolica Đeletovaca je bila gusto naseljena.
Početkom 18. stoljeća u Đeletovcima se nastanjuju stanovnici iz drugih mjesta, te je tada u Đeletovcima podignuta drvena crkva sv. Martina.
Đeletovci su stavljeni u rimokatoličku župu u Nijemcima. Tamo je bilo sjedište Desete satnije Brodske krajiške pukovnije kojoj su uz okolna naselja pripadali i Đeletovci. Kao graničari, stanovnici Đeletovaca su sudjelovali u ratovima što su ih Habsburgovci vodili s Pruskom (1756. – 1763.), Osmanskim Carstvom (1788. – 1791.) i Francuskom (1792. – 1815.).
Prvi ozbiljni preokret koji će iz temelja izmijeniti život u Đeletovcima bit će 1984. godine kada će započeti s radom nalazište i postrojenje INA Naftaplina.
U Domovinskom ratu, selo je sasvim porušeno. Stanovnici su uglavnom izbjegli, a neki su i ubijeni. Nakon pregovora, mirnom reintegracijom 19. kolovoza 1996., Đeletovci se vraćaju u pravni poredak Republike Hrvatske. Nakon završetka rata, stanovništvo se polako vraća u svoje mjesto, a naselje je do danas gotovo u potpunosti obnovljeno.

### INA Naftaplin Đeletovci
Selo Đeletovci je također poznato po velikom naftnom postrojenju. Krajem rujna 1982. godine, dvjestotinjak metara od glavne prometnice u Đeletovcima na oko 1000 metara dubine bušači su pronašli naftu. Tadašnji Naftaplinov Vjesnik je prenio duhovitu pričicu o „šeiku od Đeletovaca“. Taj je živopisni nadimak među sumještanima ponio Ilija Manojlović, jedan od osamstotinjak stanovnika koliko ih je tada imalo ovo istočno slavonsko selo, jer je na njegovoj zemlji „niknula“ bušotina Đeletovci 1, zaslužna za otkriće naftnog polja Đeletovci.
Imenovan je tim zadužen za projekt izgradnje, sastavljen od stručnjaka iz svih tadašnjih Naftaplinovih OOUR-a (današnjih Sektora), a u planskim zadacima tadašnjeg Naftaplina ožujak 1985. godine naznačen kao krajnji rok. Do tada je trebalo izgraditi sabirno – otpremni sustav polja, odnosno niz objekata poput mjerne i otpremne stanice Đeletovci, industrijskog kruga, kolektorskih i priključnih naftovoda, temelja njihalica, elektroenergetskih objekata, magistralnog naftovoda od otpremne stanice Đeletovci do utovarne stanice Ruščica, otpremnog plinovoda do Vinkovaca, mjerno – redukcijsku stanicu Vrapčana, brojne prometnice. Sav posao završen je za rekordnih sedam mjeseci te su naftna polja Đeletovci, Ilača i Privlaka u proizvodnju puštena 24. studenog 1984. godine. 
Iz 34 bušotine, koliko je u početku imao bušotinski fond triju polja, do kraja 1984. proizvedeno je oko 27 tisuća tona nafte i nešto više od milijun prostornih metara plina. U 1985., prvoj potpunoj godini rada, na poljima negdašnjeg radilišta, a današnjeg Pogona Vinkovci proizvedeno je oko 130 tisuća tona nafte i 9,6 milijuna prostornih metara plina. Godine 1989. godine polja Đeletovci, Ilača i Privlaka dosegla su svoj proizvodni maksimum. Do danas je na poljima Pogona Vinkovci ukupno proizvedeno više od 3 milijuna tona nafte. Tijekom četiri godine okupacije za Domovinskog rata, šestina te količine, nafta iz Đeletovaca, Ilače i Privlake, umjesto u Ininoj Rafineriji nafte Sisak, završavala u pančevačkoj Rafineriji.
Dana 29. rujna 1991. godine okupirana su sva tri polja, a jedan od dva naftna spremnika na polju Đeletovci je zapaljen. Godinu i pol dana kasnije, na njegovu mjestu niče novi spremnik istog kapaciteta, jer se od sredine rujna 1992. na trima okupiranim poljima proizvodilo i do 200 tona nafte dnevno. Takva situacija potrajala je sve do kolovoza 1996. godine,  kada se Đeletovci, kao prvi privredni subjekt toga kraja vraćaju u pravni i gospodarski sustav Hrvatske. Bio je to rezultat pregovora o mirnom povratku okupiranih polja, koje je, kao glavni pregovarač s Inine strane, vodio današnji član Inine Uprave za Segment djelatnosti istraživanje i proizvodnja nafte i plina, akademik Mirko Zelić. Istočno–slavonska naftna polja vraćena su u Inin proizvodni 19. kolovoza 1996. Uslijedila je revitalizacija polja, kroz dvije faze, dovršena sredinom 1997. godine. Dio područja je bio miniran pa se od 1996., prišlo razminiravanju

## Spomenici i znamenitosti
U Đeletovcima se nalazi crkva sv. Ivana Kapistrana. Sagrađena je 1872. godine. Dužina crkve je 17 m, a širina 8 m. Crkva je 1991. temeljito obnovljena izvana. U njoj je velik drveni oltar sa slikom sv. Ivana Kapistrana, te sljedeće slike: Majka Terezija i Ivan Pavao II (ispod kora), sv. Marko Križevčanin i Alojzije Stepinac s lijeve strane crkve, sv. Leopold Bogdan Mandić i sv. Nikola Tavelić s desne strane crkve, Posljednja večera, sveta Obitelj i Božje oko iznad oltara, sv. Ivan Kapistran iza oltara, sv. Ilija na ulazu u sakristiju, te Križni put. Uz navedene slike, u crkvi se nalaze i kipovi Srca Isusova te Marije Pomoćnice. Oko 1972. crkva je temeljito iznutra obnovljena, te su postavljeni novi prozori, vrata i kor. Tijekom Domovinskog rata, dana 29. rujna 1991., iz pravca Banovaca, pogođen je toranj, koji se srušio na crkvu. Krovište i svetište teško su oštećeni granatama. Nakon okupacije Đeletovaca, crkva je opljačkana. Nakon završetka rata i povratkom ljudi u selo, crkva je ponovno u potpunosti obnovljena.

## Obrazovanje
Prva osnovna škola u Đeletovcima je otvorena 1830. godine. Danas u Đeletovcima postoji područna škola za niže razrede, nakon koje djeca pohađaju u osnovnu školu Ivan Kozarac u općini Nijemci.

## Kultura

### KUD „Grančica“
Kulturno umjetničko društvo „Grančica“ iz Đeletovaca osnovano je 1965. godine kao folklorna skupina. Društvo je osnovano zaslugom đeletovačkog učitelja Zvonimira Vanđure. KUD je aktivno djelovao i sve godine progonstva u vrlo teškim uvjetima.

### Sijelo pučkih pisaca
U Đeletovcima se svake godine u svibnju, u okviru manifestacije Divan je kićeni Srijem, organizira Sijelo pučkih pisaca. Do sada je održano 22 Sijela pučkih pisaca s većim ili manjim uspjehom, i to u kontinuitetu. Domovinski rat prekinuo je nastojanja revalorizacije pučkog pisanja u ovim krajevima. Sijelo je dio velike pučke književnosti i prigoda da stručnjaci svake godine obrade jedan njen segment. 

### Informatički klub „Electus“
Informatički klub „Electus“ je osnovan 01. listopada 2008. godine.

## Šport
- NK „Šokadija“ Đeletovci